# 河野純子 (ゲームクリエイター)
河野 純子（かわの じゅんこ）は、かつてコナミに在籍した日本のゲームクリエイター。

## 人物
1992年にコナミに入社。以来ロールプレイングゲームやアドベンチャーゲームを中心に、企画やキャラクターデザインを担当。『シャドウ オブ メモリーズ』で初めてプロデューサーを務めた。
本格的に仕事に携わったのは1995年発売の『幻想水滸伝』が最初。同シリーズでは第2作と第3作では製作として関与しなかったが（第2作にはエンディングのコーラスとして参加）、『幻想水滸伝カードストーリーズ』のカードデザインとして復帰、第4作からはプロデューサーを務めている。

## エピソード
- 『幻想水滸伝』では全ての登場人物の顔グラフィックを担当し、1週間で仲間80人分のグラフィックを仕上げた[1]。
- 『シャドウ オブ メモリーズ』では、製作にあたりドイツを取材旅行している[2]。
- 『Rhapsodia』では、脇役の声を担当した。

## テレビゲーム
- 幻想水滸伝シリーズ
  - 幻想水滸伝（キャラクターデザイン、1995年）
  - 幻想水滸伝IV（プロデューサー、2004年）
  - Rhapsodia（シナリオ・キャラクターデザイン・イベントデザイン・プロデューサー、2005年）
  - 幻想水滸伝V（プロデューサー、2006年）
  - 幻想水滸伝ティアクライス（スペシャルサンクス、2008年）
  - 幻想水滸伝 紡がれし百年の時（スペシャルサンクス・パッケージイラスト、2012年）
  - 幻想水滸伝I&II HDリマスター 門の紋章戦争 / デュナン統一戦争（『幻想水滸伝』キャラクターリファインデザイン、2025年）
- ツインビーRPG（企画、1998年）
- ドルフィンズドリーム（企画、1998年）
- シャドウ オブ メモリーズ（プロデューサー、2001年）
- タイムホロウ 奪われた過去を求めて（ディレクター・キャラクター原案、2008年）
- ザックとオンブラ まぼろしの遊園地（企画・ディレクター・脚本、2010年）
- アルカ・ラスト 終わる世界と歌姫の果実（原作・メインキャラクターデザイン、2019年）[3][4]
- 百英雄伝 Rising（キャラクターデザイン、2022年）
- 百英雄伝（キャラクターデザイン、2024年）

## カードゲーム
- 幻想水滸伝カードストーリーズ（カードデザイン、2001・2003年）